# Schloss Dürnkrut

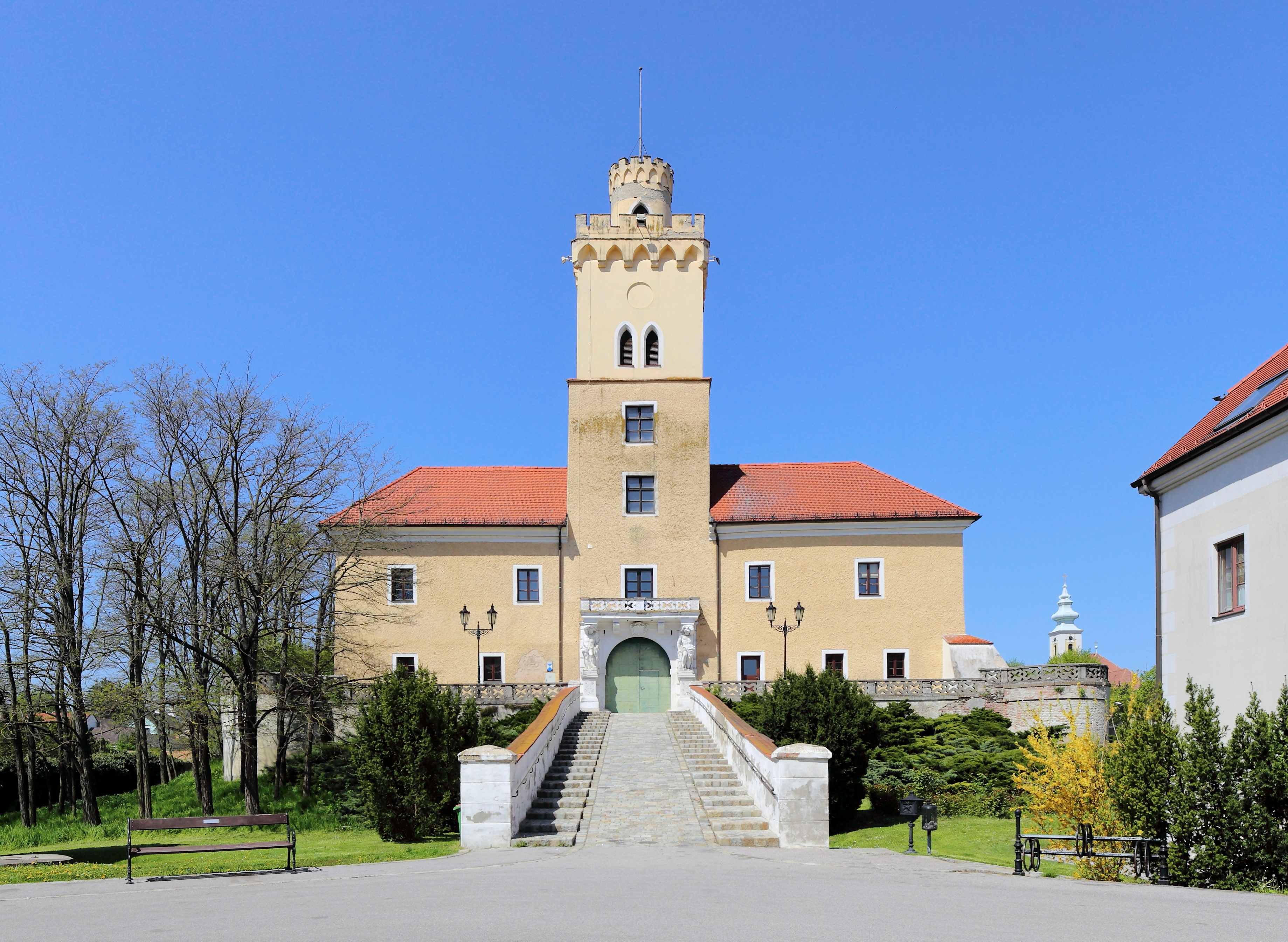
Schloss Dürnkrut

Das Schloss Dürnkrut steht in der Marktgemeinde Dürnkrut im östlichen Weinviertel in Niederösterreich.

## Geschichte
Im 14. Jahrhundert gehört Dürnkrut zur landesfürstlichen Herrschaft Orth. Nach mehreren Besitzerwechsel gelangt die Herrschaft an die Herren von Landau die ein festes Schloss errichten. 1622 erwirbt Rudolf von Teuffenbach Schloss und Herrschaft und lässt die frühbarocke Schlosskapelle ausstatten. 1696 erwirbt der schottische Adelige Jakob von Hamilton das Schloss und lässt es barock umbauen. Nach dem Aussterben der Hamiltons kauft Graf Franz Joseph Koháry 1778 das Schloss. Durch die Heirat seiner Tochter Maria Antonia mit Ferdinand Georg von Sachsen-Coburg fällt es an das Haus Sachsen-Coburg-Koháry, das den Turm historistisch umgestalten lässt. 1985 erwirbt die Marktgemeinde Dürnkrut das Schloss und richtet Teile als Gemeindeamt ein.

## Bau

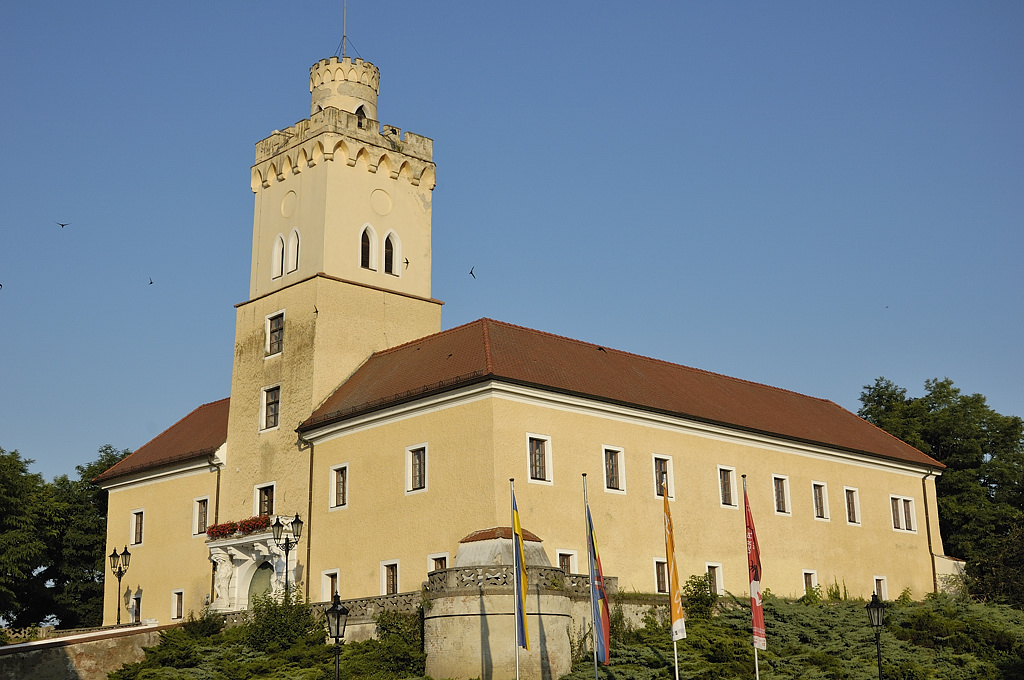
Ostansicht des Schlosses

Schloss Dürnkrut ist ein vierflügeliger Bau mit dominierendem Torturm, das auf einer Anhöhe in der Mitte des Ortes liegt. Der zweigeschoßigen Renaissancebau um einen quadratischen Hof wird von Bastionen mit Rundbasteien umgeben. Eine Rampe führt zu einem zum Teil erhaltenen Graben. Südöstlich vom Schloss liegt eine symmetrisch konzipierte Meierhofanlage aus dem 17. Jahrhundert, von der nur noch der zweigeschoßige Südtrakt erhalten ist, der straßenseitige Trakt wurde rekonstruiert. Das Tor wird von einem von zwei Atlanten getragenen Balkon dominiert. Oberhalb des Tors das Wappen der Familie Hamilton. An der Balustrade des Balkons das Wappen der Familie Sachsen-Coburg die auch den Turm im Stil des romantischen Historismus umbauen ließen.
Die Eingangshalle unter dem Turm zeigt ein Stuckrelief von Herkules mit dem nemeischen Löwen in reicher Stuckumrahmung aus der Zeit der Hamiltons um 1700. Die Schlosskapelle aus dem frühen 17. Jahrhundert ist reich stuckiert und zeigt fünf Gemälde in Marouflage-Technik.

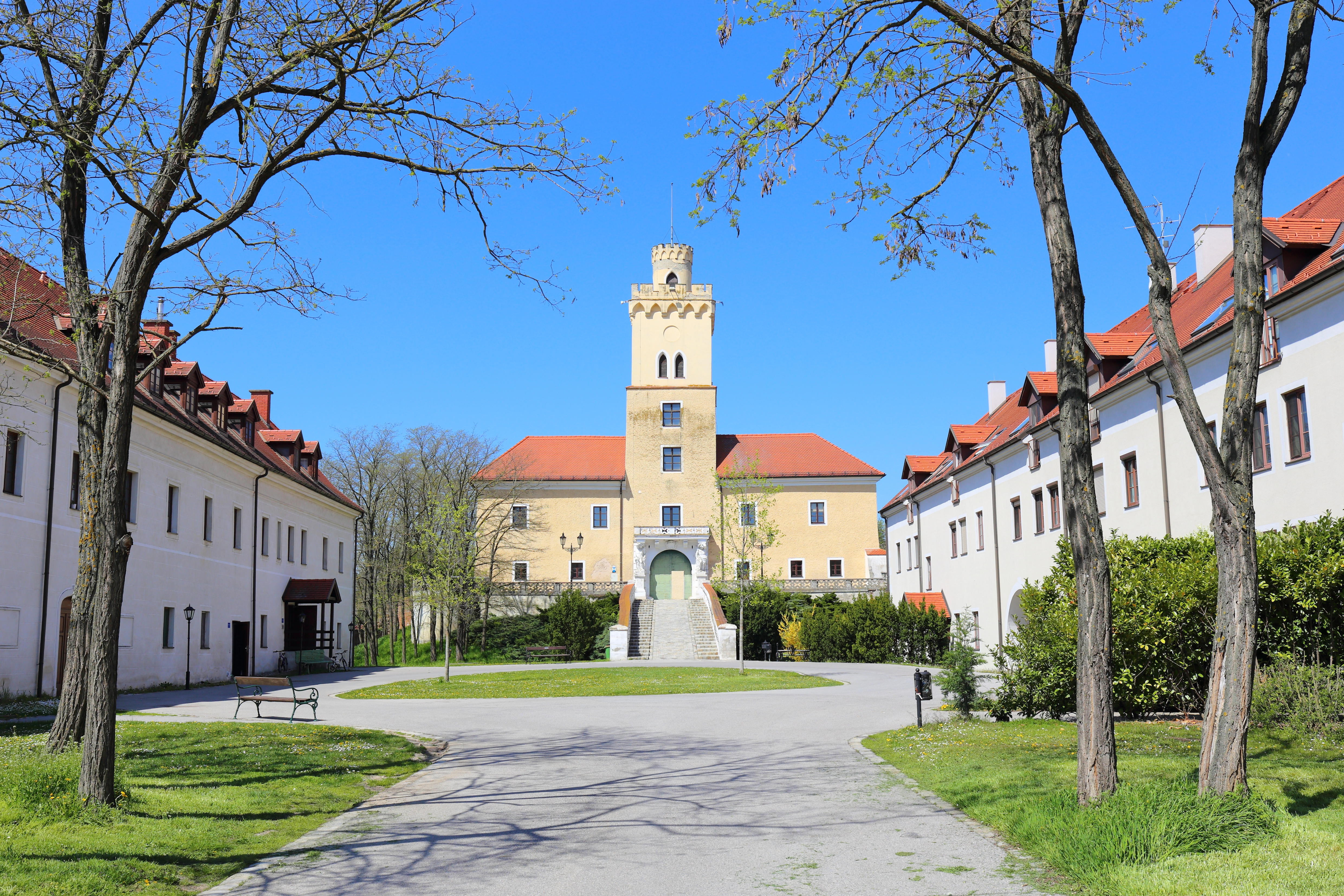
Schloss mit Meierhof
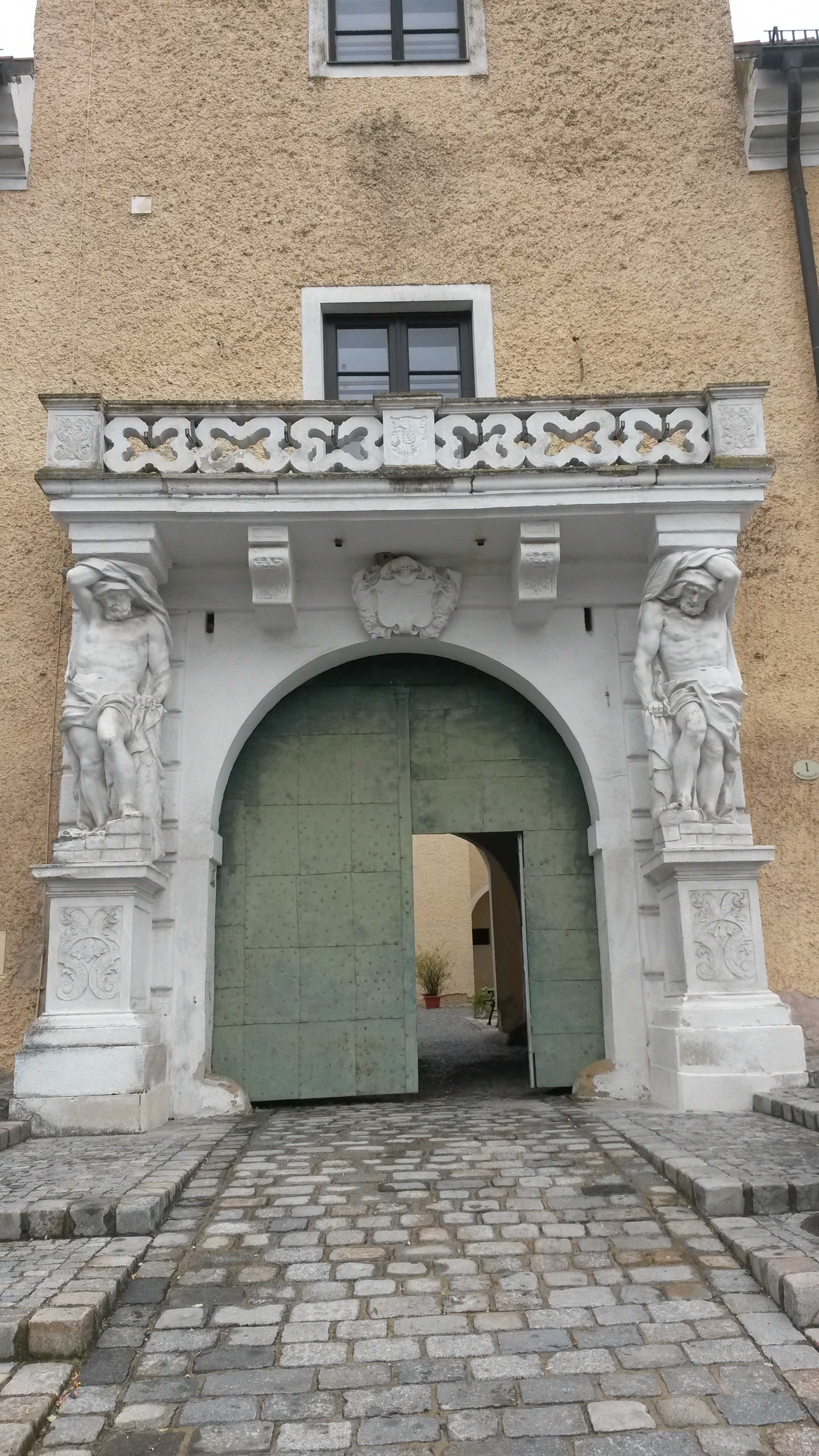
Portal Schloss Dürnkrut
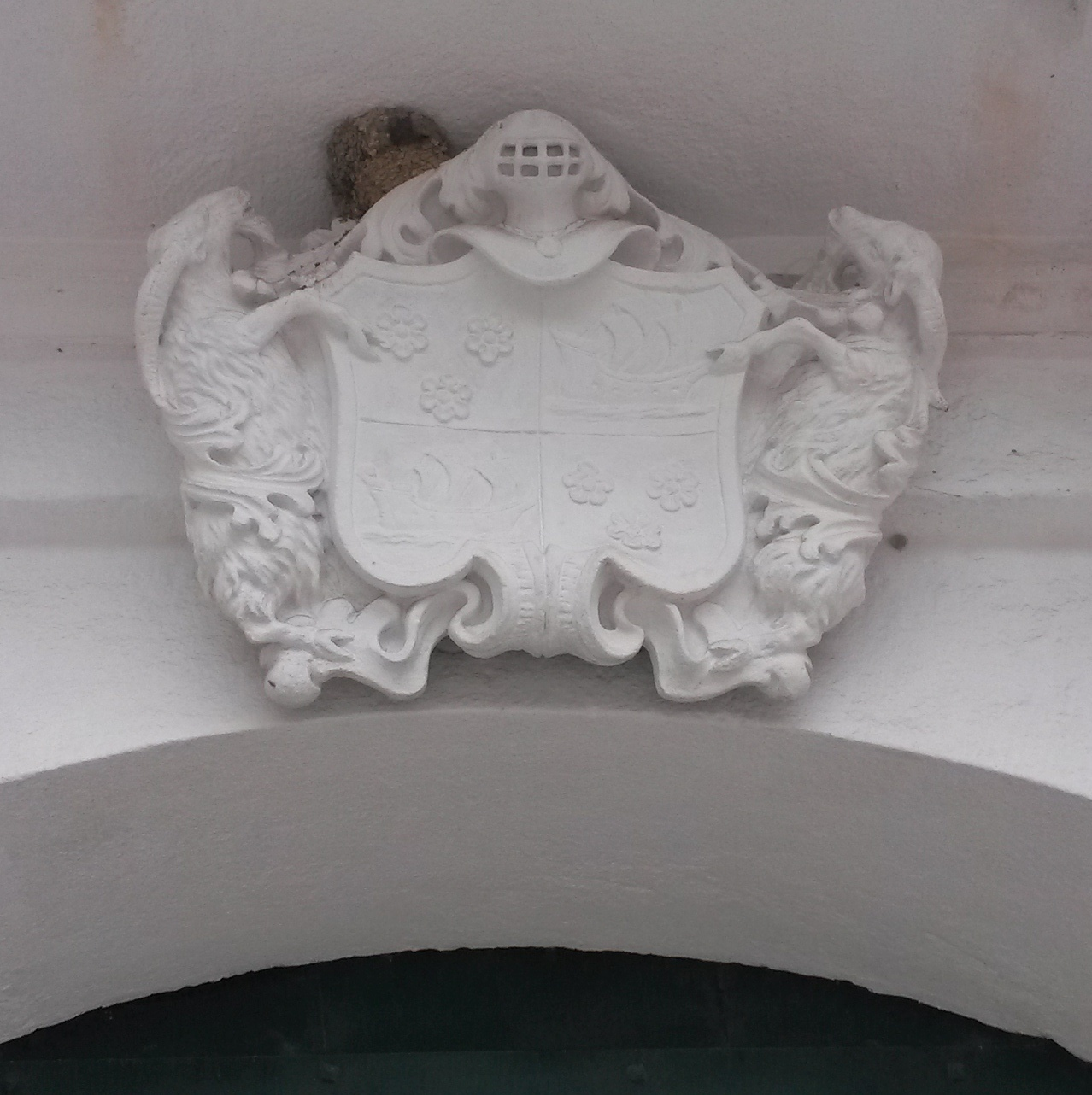
Wappen der Familie Hamilton über dem Tor